# Заложане (Верхошижемский район)
Заложане — упразднённая в 2002 году деревня в Верхошижемском районе Кировской области России. На год упразднения входила в состав Пунгинского сельского округа. С 2002 года — в черте деревни Пунгино.

## География
Деревня находилась в центральной части региона, в подзоне южной тайги, на правом берегу реки Илгани, к западу от автодороги 33Р-008, на расстоянии приблизительно 11 километров (по прямой) к северо-северо-востоку (NNE) от посёлка городского типа Верхошижемье, административного центра района, на берегу речки Илгань, между Пунгино и селом Илганью на противоположном берегу.
Абсолютная высота — 201 метр над уровнем моря, как и в деревне Пунгино.

## Климат
Климат характеризуется как умеренно континентальный, с продолжительной снежной зимой и тёплым летом. Среднегодовая температура — 1,5 °C. Средняя температура воздуха самого холодного месяца (января) составляет −14,2 °C (абсолютный минимум — −45 °С); самого тёплого месяца (июля) — 17,8 °C (абсолютный максимум — 36 °С). Безморозный период длится в течение 122 дней. Годовое количество атмосферных осадков — 713 мм, из которых 441 мм выпадает в период с мая по октябрь. Снежный покров держится в течение 165 дней.

## История
Впервые поч. Зевахинский упоминается в переписи 1710 г. «Во дворе половник Федора Злыгостева Тимофей Емельянов сын Солоницын 70 лет у него жена …». Административно входил в: Сибирская губерния, Вятка, Хлыновский уезд	Березовский стан, Березовский оброчный стан, Илганская волость.
Список населённых мест Вятской губернии по переписи населения 1926 г. приводит такие данные: деревня, два названия — Заложане и Зевахинский, входит в	Халтуринский уезд, Верхошижемская волость	Кадесниковский сельсовет, в 5 хозяйствах 18 человек (мужчин: 17, женщин	35).
В 2002 году объединены фактически слившиеся между собой деревни Заложане и Пунгино в один населённый пункт — деревню Пунгино.

## Население
Перепись 1710 года зафиксировала 5 душ (РГАДА 210-22-72, 1709—1710 г., лист 41).
Список населённых пунктов Кировской области по данным Всесоюзной переписи населения 1989 года приводит данные по постоянному населению: 267 человек, из них	123 мужчины, 144 женщины (Итоги Всесоюзной переписи населения 1989 года по Кировской области [Текст] : сб. Т. 3. Сельские населенные пункты / Госкомстат РСФСР, Киров. обл. упр. статистики. — Киров:, 1990. — 236 с., С.50).

## Инфраструктура
Личное подсобное хозяйство.

## Транспорт
Проходит по окраине автодорога общего пользования регионального значения 33Р-008 «Киров — Советск — Яранск».
Остановка общественного транспорта «Пунгино».